# Charles Édouard Armand-Dumaresq
Charles-Édouard Armand-Dumaresq, né le 1er janvier 1826 à Paris, où il est mort dans le 17e arrondissement le 6 mars 1895, est un peintre et illustrateur français.

## Biographie
Son père, Gabriel Armand, est peintre. Charles-Édouard Armand est un élève de Thomas Couture. Il est aquarelliste, dessinateur et peintre, d'abord de sujets religieux puis principalement de sujets militaires. En 1858, il est autorisé par décret à rajouter le nom de sa mère, Dumaresq, à son patronyme.
Il est membre du jury international de l'Exposition universelle de 1867 à Paris. Il y expose son tableau de grand format Cambronne à Waterloo, pour lequel Napoléon III lui remet la croix de la Légion d'honneur. Ce tableau est acheté par le pacha d’Égypte.

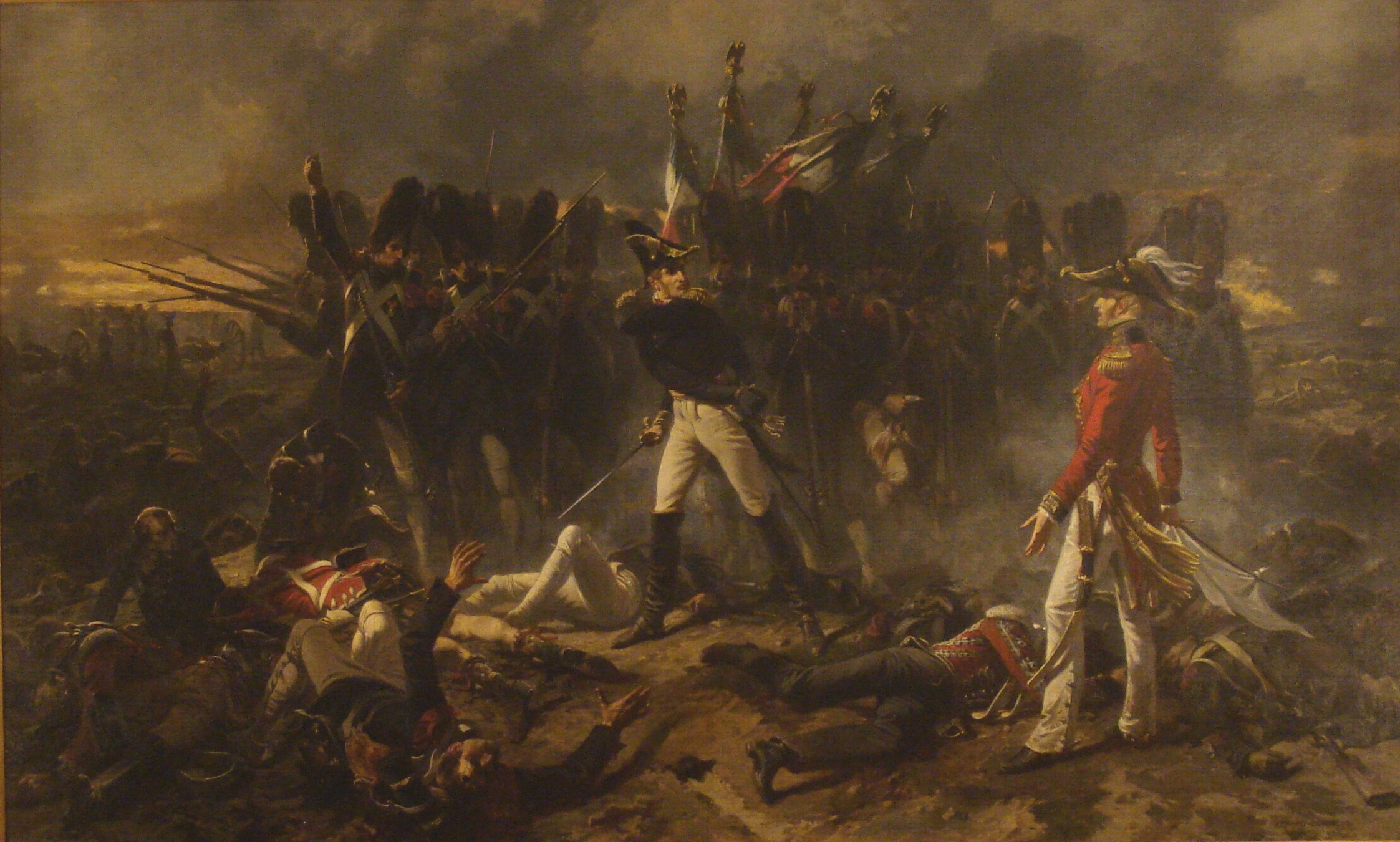
Cambronne à Waterloo, Exposition universelle de 1867.

En 1870, il est envoyé en mission d'étude aux États-Unis par le ministère français de l'Instruction publique pour enquêter sur « les différentes méthodes d'enseignement du dessin et sur ces applications aux arts et à l'industrie ». Il avait auparavant mené une mission similaire en Hollande. Il va alors entrer en contact avec les milieux artistiques du nord-est des États-Unis et avec l'académie militaire de West Point et l'académie navale d'Annapolis. Il en conclut que « la supériorité de l'école française est reconnue par tous ; ce n'est qu'à Paris qu'un artiste, un professeur ou une méthode reçoivent leur consécration. »[réf. nécessaire] Affirmation qu'il appuie en précisant que plusieurs postes d'autorité artistique étaient alors occupés par des Français comme à la gravure et l'imprimerie du Trésor américain. Il a peu peint durant son séjour, mais durant les années 1870 ses œuvres retracent des événements de la Guerre d'indépendance américaine.

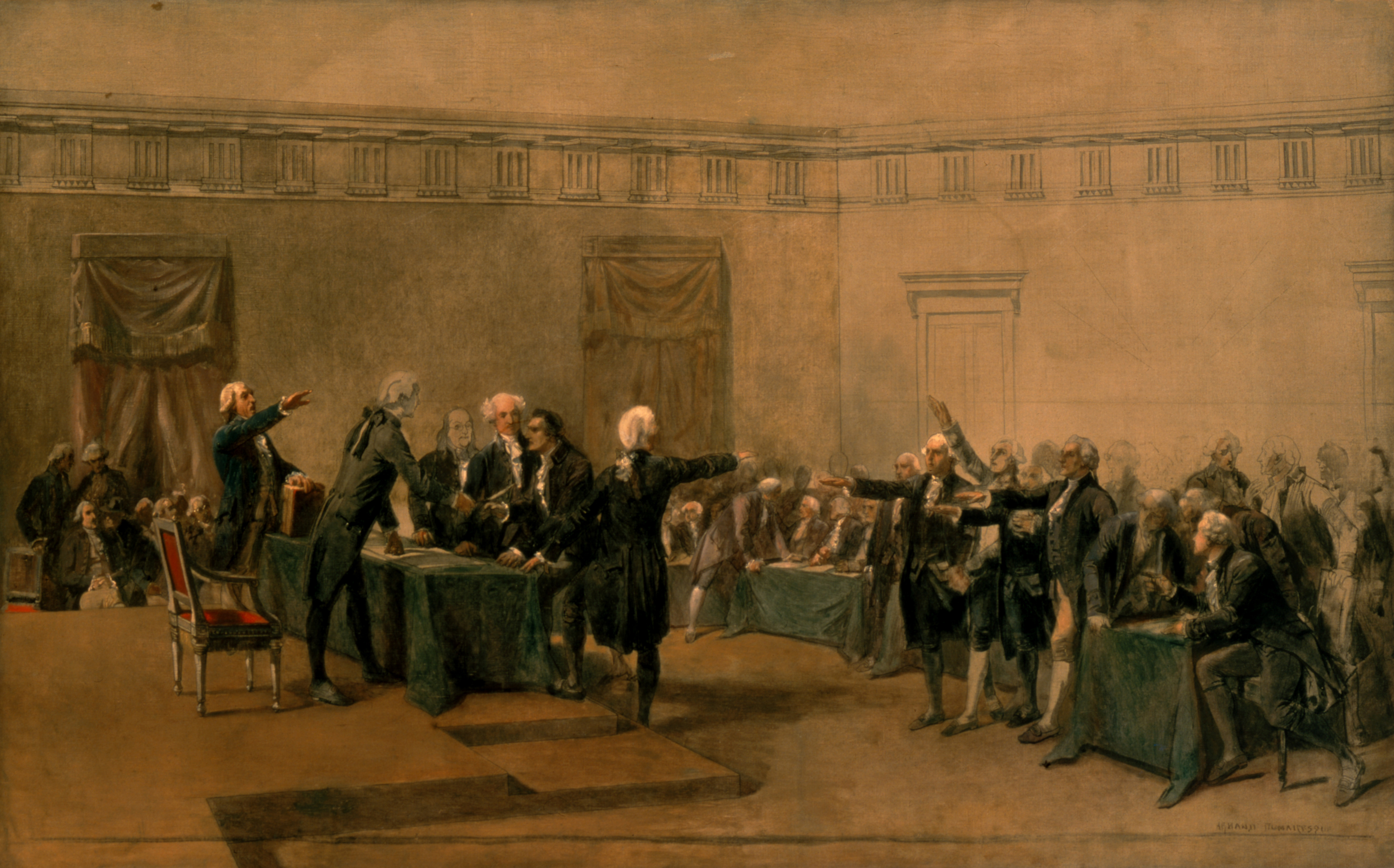
Déclaration d'Indépendance des États-Unis d'Amérique, 4 juillet 1776 (vers 1873), Washington, Maison-Blanche.

Il participe à la conception de la suite Binant (Paris, 1871) puis il travaille à Lille en collaboration avec le peintre belge Louis van Engelen pour un panorama de la bataille de Bapaume (1871, guerre franco-allemande, le tableau est aujourd'hui conservé dans la grande salle de la mairie de Bapaume). Armand-Dumaresq meurt à Paris en 1895.
Ses œuvres sont conservées au musée du château de Versailles, au Cabinet des estampes de la bibliothèque nationale ou au musée national de la coopération franco-américaine à Blérancourt dans l'Oise. Il y a un tableau au Palais Dolce Palais Dolmabahçe à Istanbul, en Turquie. Un de ses tableaux, Signature de l'Indépendance des États-Unis, se trouve dans la Cabinet Room, la salle de réunion du cabinet présidentiel américain à la Maison-Blanche.
Il a publié une série de planches lithographiées en couleur de la seconde Garde impériale.

## Décorations
- Officier de la Légion d'honneur Le 18 janvier 1881,
- Chevalier de l'ordre royal de l'Étoile polaire le 4 juillet 1868,
- Chevalier de l'ordre d'Isabelle la Catholique le 8 mai 1860,
- Chevalier de l'ordre des Saints-Maurice-et-Lazare le 8 mai 1860,
- Chevalier de l'ordre de Saint-Sylvestre de Rome le 11 août 1856.

### Source
- Charles Édouard Armand-Dumaresq » dans le Dictionnaire des artistes de langue française en Amérique du Nord de David Karel, 1992.

### Liens externes

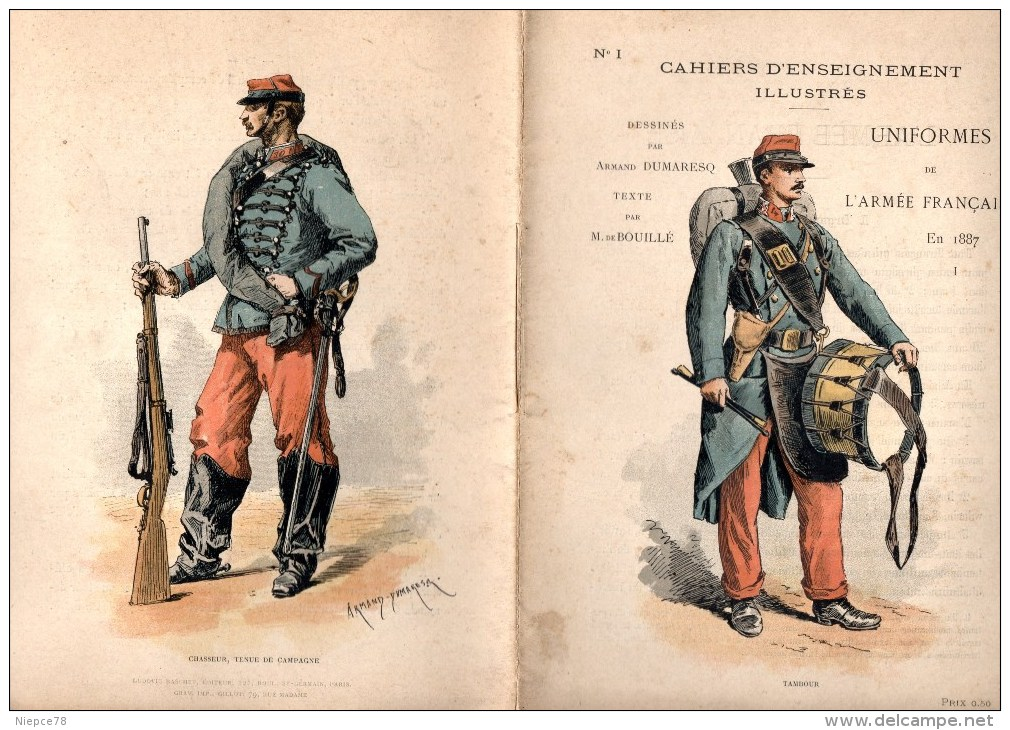
Les Cahiers d'enseignement illustrés par Armand-Dumaresq.